# Lóbab
A lóbab (Vicia faba) a hüvelyesek (Fabales) rendjébe, ezen belül a pillangósvirágúak (Fabaceae) családjába tartozó faj.

## Előfordulása
A lóbab eredeti előfordulási területe manapság már nem ismert. A kutatók szerint vagy Észak–Afrika, vagy talán Ázsia nyugati és déli részei – talán Irán és Afganisztán – lehetnek az őshazái. Ma már világszerte termesztik.

## Megjelenése
A növény szára felálló és 50–180 centiméter magas. A vége tompa, nem hegyes, a keresztmetszete pedig négyszögletes. A levele 10–25 centiméter hosszú és szárnyas, a 2–7 levélke szürkészöld színű. Más bükkönyöktől eltérően a lóbabnak nincsenek indái, mellyel rákússzon a szomszédos növényekre vagy tárgyakra. A virága 1–2,5 centiméter hosszú és 5 fehér szirom alkotja. A szárnyszirmokon fekete pont is látható. Vörös virágú változata is létezik; ezt nemrég sikerült megmenteni a kihalástól. A virágai erős és édeskés illatot bocsátanak ki, ami sokféle megporzót, főképp a méhféléket vonzanak magukhoz. A hüvelytermése széles és bőrszerű tapintású, fiatalon zöld, de idősödve feketés-barnává válik. Az eredeti változat termése 5–10 centiméter és 1 centiméter átmérőjű, azonban az újabb termesztett változatok hüvelyei 15–25 centiméter hosszúak és 2–3 centiméter szélesek is lehetnek. Mindegyik hüvelyben 3–8 mag található. A mag, ez esetben bab a kerektől az oválisig változik, a vadonban 5–10 milliméter átmérőjű, a termőföldeken pedig 20–25 milliméter hosszú, 15 milliméter széles és 5–10 milliméter vastag. A lóbab diploid kromoszómaszáma 2n=12 (hat homológ pár). Ezek közül a centromer elhelyezkedése alapján öt pár akrocentrikus, egy pedig metacentrikus.

## Életmódja
A vadon termő változata igen szívós, jól tűri a sós és az agyagos talajokat is, bár a vályogtalajt kedveli. Földcsuszamlások ellen, hegy- és domboldalakra ültethető. Mint hüvelyesnövény, megköti a nitrogént a talajban. Legfőbb kártevői a fekete levéltetű (Aphis fabae), az Orobanche crenata nevű vajvirágféle, valamint az Uromyces viciae-fabae var. viciae-fabae és a Botrytis fabae gombák.

## Termelése
2023-ban a lóbabot 64 országban termesztették 2,7 millió hektár földterületen, és az éves termésmennyisége meghaladta a 6 millió tonnát. 2013 és 2023 között a lóbab földterülete 2,3 millió hektárról 2,7 millió hektárra (17,4%) nőtt, míg a termésmennyisége 4,4 millió tonnáról 6 millió tonnára (36,4%) nőtt.
A világ legnagyobb lóbab termelői közé tartozik Kína (28%), Etiópia (19%), Egyesült Királyság (11,3%), Ausztrália (10,5%) és Franciaország (3,6%). Ezek az országok a 2023-as termelésük alapján az első öt helyen álltak. 2023-ban Kína, Etiópia és az Egyesült Királyság az éves termés több mint felét (58,3%) adták a világ lóbab termelésének.
Legnagyobb exportáló országok Ausztrália (33,4%), Egyesült Királyság (14,6%) és Litvánia (13,4%), míg a legnagyobb importországok Egyiptom (38,4%), Norvégia (14,5%) és Hollandia (6,1%).
2023-ban Magyarország 640 tonna lóbabot termelt, így a 64 országból az 53. legnagyobb lóbab termelő volt. Magyarország főleg Olaszországból (28,6%), Lengyelországból (24,9%) és Németországból (23,8%) importált lóbabot. A behozott, valamint a megtermelt lóbab egy részét tovább értékesítette az ország, főleg Svájc (40,4%), Hollandia (34,7%) és Románia (22,1%) felé.

## Képek

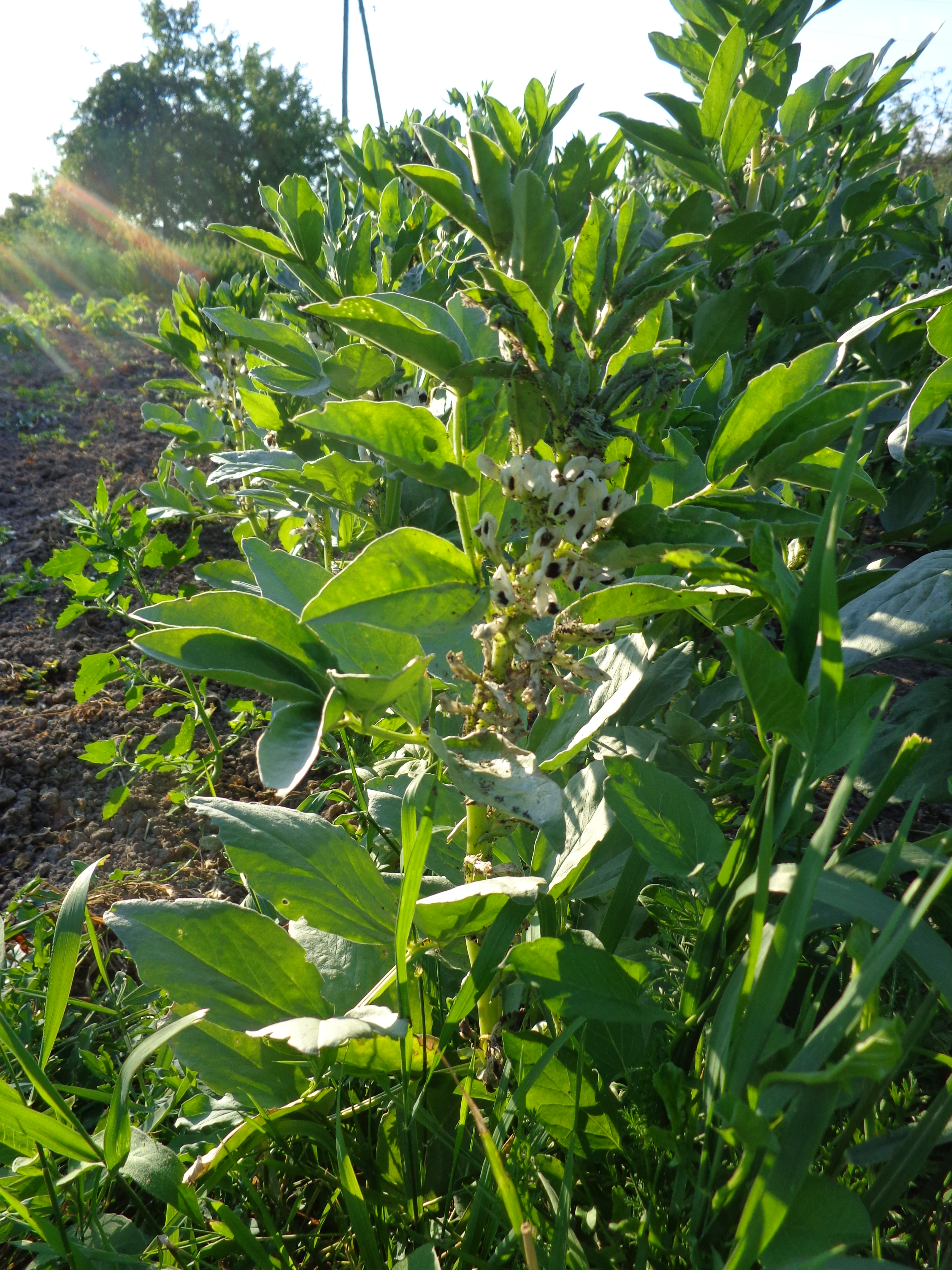
A növény
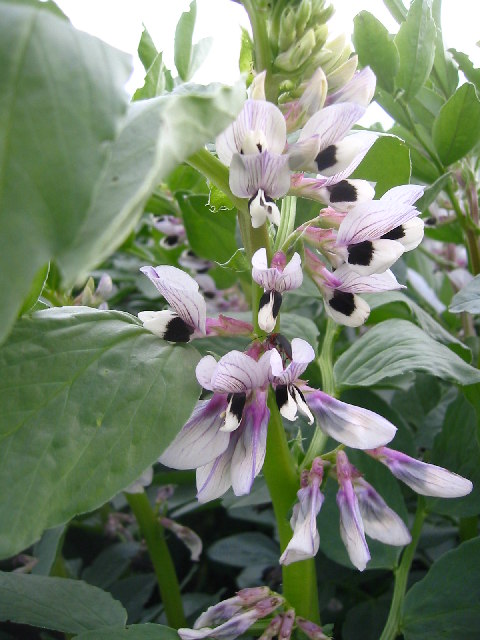
A virágai,
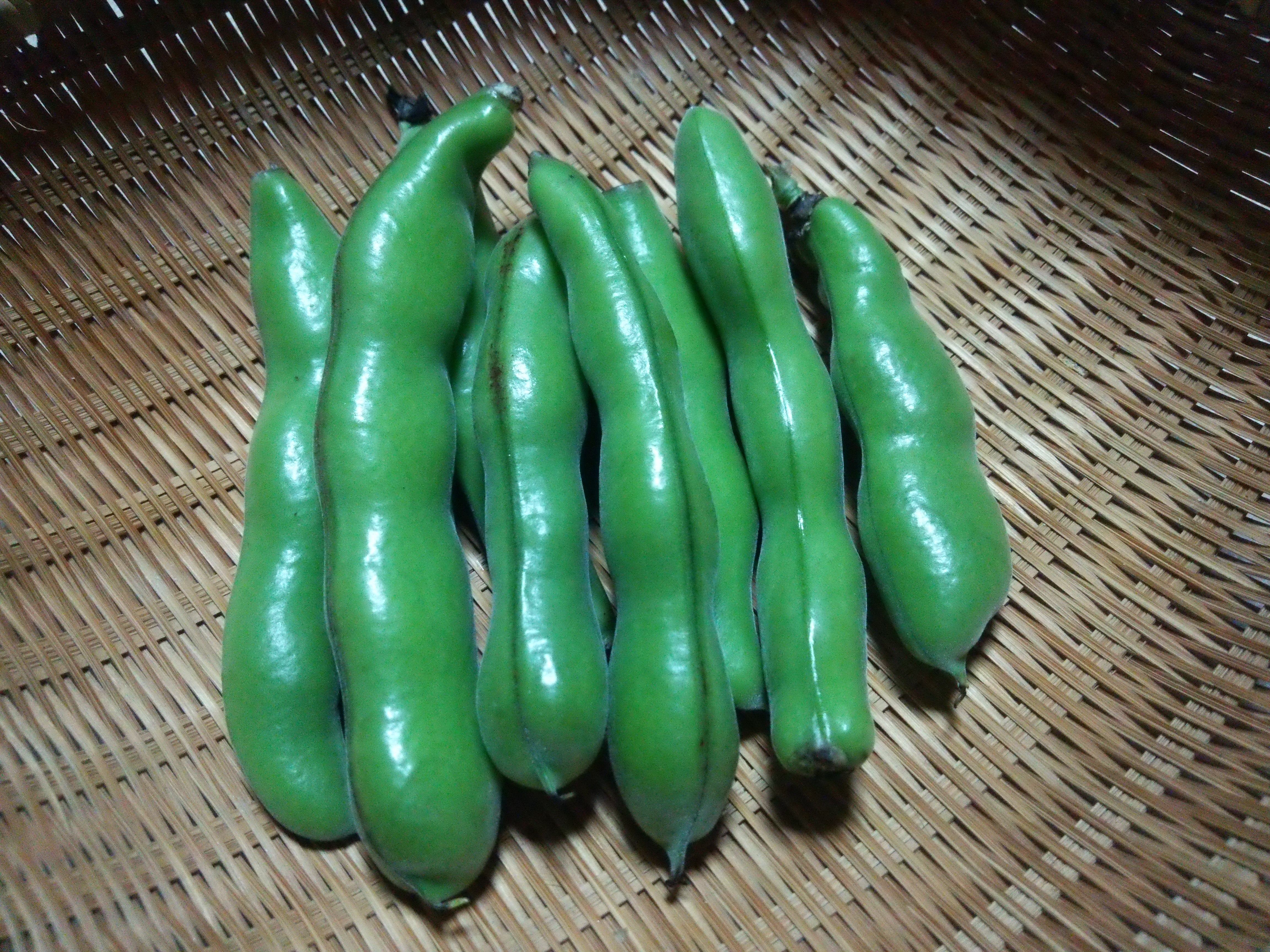
hüvelytermései
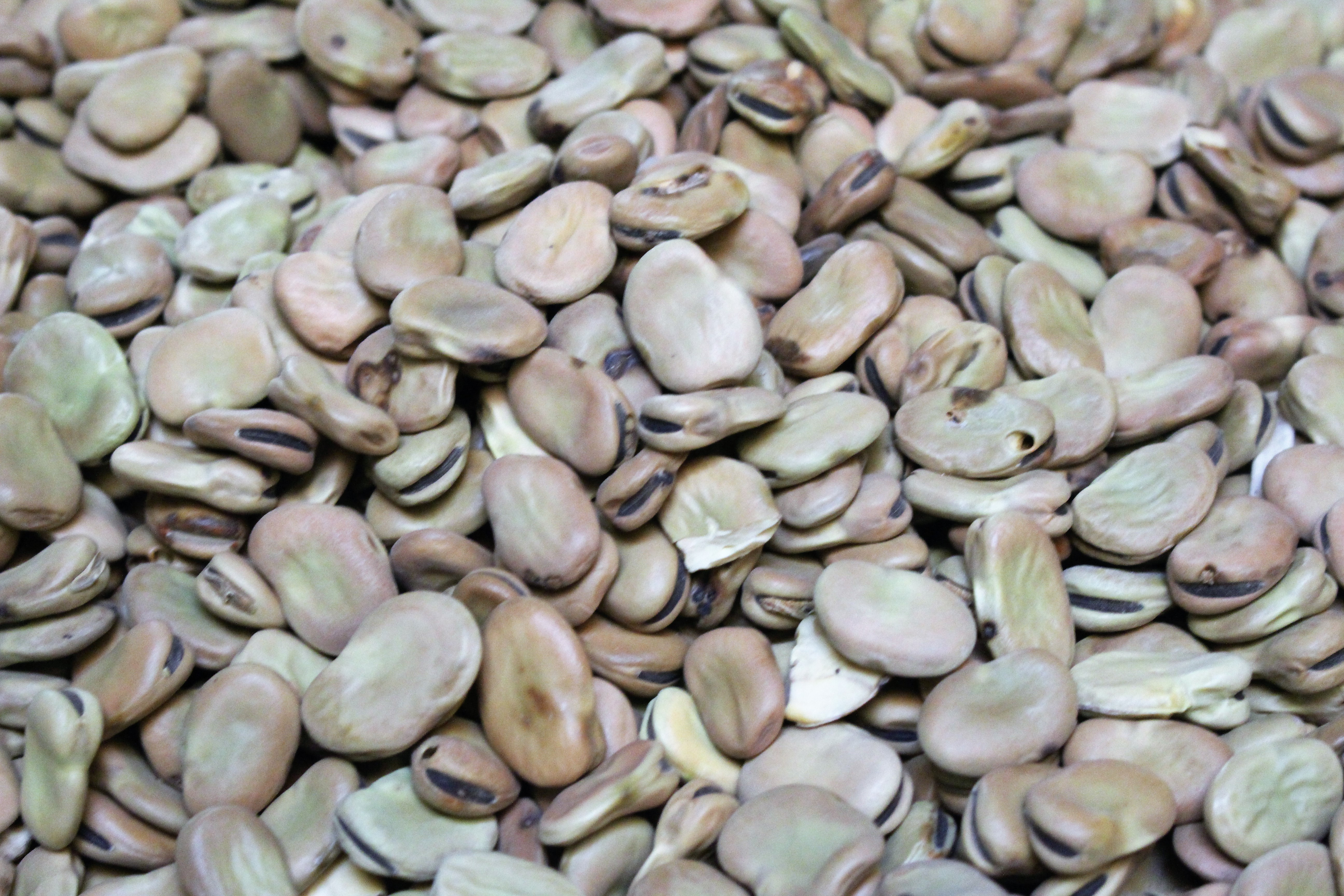
és babjai
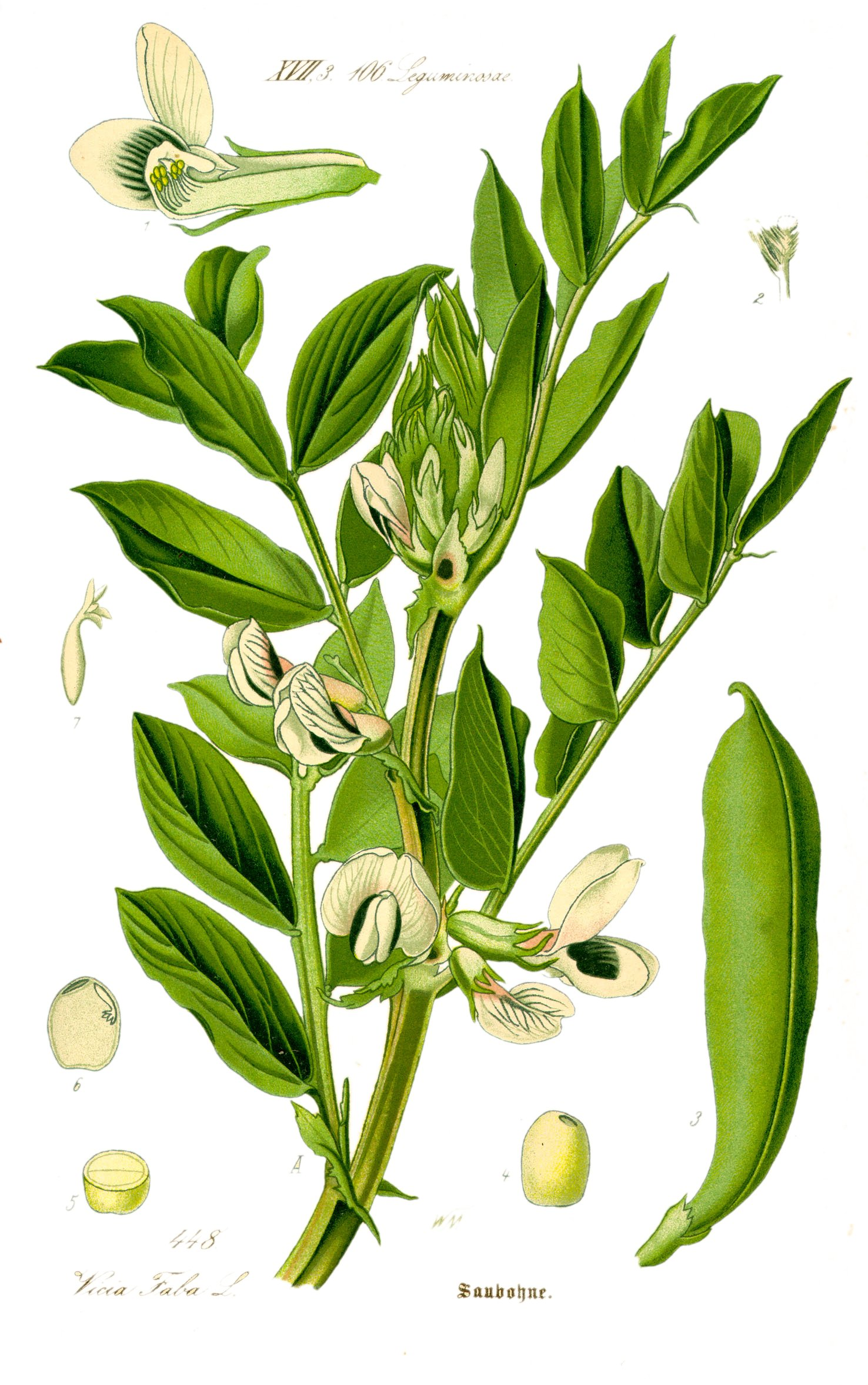
Rajz a növény különböző részeiről

### Fordítás
- Ez a szócikk részben vagy egészben  a   Vicia faba című angol Wikipédia-szócikk ezen változatának fordításán alapul.  Az eredeti cikk szerkesztőit annak laptörténete sorolja fel. Ez a jelzés csupán a megfogalmazás eredetét és a szerzői jogokat jelzi, nem szolgál a cikkben szereplő információk forrásmegjelöléseként.